# Le Seigneur d'Hawaï
Pour plus de détails, voir Fiche technique et Distribution.
Le Seigneur d'Hawaï (Diamond Head) est un film américain réalisé par Guy Green, sorti en 1963.

## Synopsis
L'opposition au mariage de sa sœur avec un jeune homme des îles d'un important propriétaire d'Hawaï et également candidat aux élections qu'on surnomme "le Roi".

## Fiche technique
- Titre : Le Seigneur d'Hawaï
- Titre original : Diamond Head
- Réalisation : Guy Green
- Scénario : Marguerite Roberts d'après le roman Such Sweet Thunder de Peter Gilman
- Production : Jerry Bresler
- Société de production et de distribution : Columbia Pictures
- Musique : John Williams, Hugo Winterhalter
- Direction artistique : Malcolm Brown
- Décors : William Kiernan
- Photographie : Sam Leavitt
- Montage : William A. Lyon
- Costumes : Pat Barto
- Pays d'origine : États-Unis
- Langue : anglais
- Genre : Drame romantique
- Format : Coleur (Eastmancolor) - 35 mm - 2,35:1 - Son : mono (RCA Sound Recording)
- Durée : 107 minutes
- Dates de sortie :
  - États-Unis : 13 février 1963 (Los Angeles)
  - États-Unis : 20 février 1963 (New York)

## Distribution
- Charlton Heston (VF : Raymond Loyer) : Richard "King" Howland
- Yvette Mimieux : Sloane Howland
- George Chakiris : Dr. Dean Kahana
- France Nuyen : Mai Chen
- James Darren : Paul Kahana
- Aline MacMahon : Kapiolani Kahana
- Elizabeth Allen : Laura Beckett
- Vaughn Taylor : Juiz James Blanding
- Marc Marno : Bobbie Chen
- Philip Ahn : Mr. Immacona
- Harold Fong : Coyama
- Edward Mallory : Robert Parsons